# Antonio Matarrese

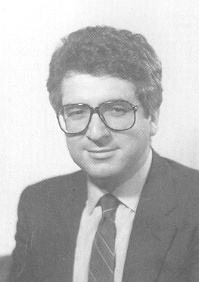
Antonio Matarrese

Antonio Matarrese (Andria, Italia, 1940), dirigente deportivo futbolístico y político.

## Fútbol
- 1977-83 Presidente de Bari Calcio
- 1982-87 Presidente de la Lega Calcio Italiana
- 1987-96 Presidente de la Federación Italiana de Fútbol
- 2006-07 Presidente de la LNP

- 1988-02 membro de la UEFA (1992-02 vicepresidente)
- 1994-02 Vicepresidente de la FIFA

## Político
- 1976 - 1994: Deputato italiano de la Democrazia Cristiana - DC
- 2003 - 2007: Consigliere de UDC - Unione Democratici Cristiani di Centro.

- Datos: Q1080779
- Multimedia: Antonio Matarrese / Q1080779